# 卡西诺斯
卡西诺斯，是西班牙巴伦西亚自治区巴伦西亚省的一个市镇。总面积42平方公里，总人口2268人（2001年），人口密度54人/平方公里。